# Нейролептический паркинсонизм
Нейролептический паркинсонизм — экстрапирамидный синдром, связанный с применением антипсихотиков (нейролептиков) и проявляющийся снижением спонтанной двигательной активности, скованностью и напряжённостью мышц, иногда — тремором и постуральными расстройствами (трудностями удерживания равновесия).
Так как, в отличие от болезни Паркинсона, причиной нейролептического паркинсонизма являются лекарства, его иногда называют псевдопаркинсонизмом.
Развивается нейролептический паркинсонизм, в отличие от болезни Паркинсона, подостро; реже остро. Возникает он, как правило, в течение 1–2 недель после начала терапии нейролептиком или увеличения его дозы, реже — через несколько недель или месяцев после начала терапии. 

## Факторы риска
Вероятность развития паркинсонизма при приёме того или иного антипсихотика прямо пропорциональна его способности блокировать дофаминовые D2-рецепторы и обратно пропорциональна его способности блокировать мускариновые ацетилхолиновые рецепторы и серотониновые 5-НТ2-рецепторы. Соответственно особенно часто паркинсонизм развивается при использовании сильнодействующих нейролептиков со слабой холинолитической активностью и низкой аффинностью к серотониновым рецепторам (галоперидол, фторфеназин, трифтазин). Он может развиваться и при приёме «мягких» нейролептиков (прохлорперазин). При применении атипичных нейролептиков (таких, как клозапин, кветиапин и др.) вероятность развития паркинсонизма сведена к минимуму. Тем не менее при применении некоторых из атипичных нейролептиков — рисперидона, оланзапина, зипрасидона и арипипразола — всё же возможно развитие паркинсонизма, особенно у пожилых людей.
Вероятность развития паркинсонизма в значительной мере зависит от длительности терапии нейролептиками; эта вероятность повышается также при применении высоких доз нейролептиков, особенно пиперазинового ряда; при наличии фонового органического поражения головного мозга, черепно-мозговой травмы в анамнезе, наследственной предрасположенности к паркинсонизму. Факторами риска являются также возраст, пол, курение. У пожилых людей в большей мере выражен антидофаминергический эффект нейролептиков; нейролептический паркинсонизм в большинстве случаев возникает у лиц старше 40 лет. У женщин он возникает в 2 раза чаще, чем у мужчин. Очень склонны к развитию лекарственного паркинсонизма пациенты с ВИЧ-инфекцией: при приёме нейролептиков паркинсонические симптомы возникают у них почти в 100 % случаев.
К факторам риска относятся также семейный анамнез болезни Паркинсона, предшествующие двигательные нарушения, ранний возраст начала шизофрении у психиатрических пациентов, наличие когнитивных нарушений, сахарного диабета, наличие депрессии, нарушения поведения в фазе сна с быстрыми движениями глаз. Большие дозы нейролептиков, резкое увеличение дозы или отмена холинолитического корректора могут провоцировать развитие паркинсонизма.
Факторы риска нейролептического паркинсонизма могут быть немодифицируемыми (возраст старше 60 лет, женский пол, генетическая предрасположенность) и модифицируемыми (поколение нейролептиков, высокая доза и длительность приёма нейролептика, политерапия нейролептиками, а также указание в анамнезе на экстрапирамидный синдром иной этиологии, черепно-мозговую травму, синдром приобретённого иммунодефицита, выраженные когнитивные расстройства, инсульт).
Для кумулятивной оценки развития нейролептического паркинсонизма может быть использован специальный рискометр, где низкий риск оценивается от 0 до 25%, средний риск — от 26 до 75%, высокий риск — от 76 до 100 %. Этот рискометр включает наиболее значимые немодифицируемые и модифицируемые факторы риска нейролептического паркинсонизма, а также современные возможности лабораторной диагностики, прост в использовании и может быть включён в электронную историю болезни пациента медицинских учреждений психиатрического профиля.

## Патогенез
Патогенез нейролептического паркинсонизма не до конца ясен, но, по всей видимости, связан с блокадой антипсихотиками дофаминовых D2-рецепторов в нигростриальной системе мозга, угнетением дофаминергической передачи и изменением чувствительности дофаминовых рецепторов. Нейрохимический дисбаланс при нейролептическом паркинсонизме проявляется повышением активности холинергической, серотонинергической систем, а также повышением активности глутаматергических субталамических нейронов, приводящим к увеличению высвобождения глутамата и активации окислительного стресса, который является одним из основных факторов, способствующих повреждению нейронов базальных ганглиев. Нейролептики благодаря своей липофильности способны встраиваться в клеточные мембраны и нарушать энергетический обмен нейронов.
Однако зачастую отсроченный побочный нейролептический эффект указывает на то, что он обусловлен не только непосредственной блокадой D2-рецепторов. По данным исследований, при блокаде постсинаптических D2-рецепторов дофаминергические нейроны чёрной субстанции (substantia nigra), как и нейроны вентральной части покрышки среднего мозга, постепенно в течение нескольких недель прекращают разряжаться вследствие деполяризационного блока, что совпадает по времени с развитием паркинсонизма.
К развитию лекарственного паркинсонизма у некоторых больных может предрасполагать также скрыто текущий дегенеративный процесс, поражающий чёрную субстанцию. У таких пациентов даже на фоне полной отмены нейролептиков в последующем может отмечаться прогрессирование симптомов. Нейролептики способны тормозить активность комплекса I электронно-транспортной цепи митохондрий и тем самым, усиливая окислительный стресс, возможно, «подстёгивают» развитие дегенеративного процесса. Однако нельзя исключить и возможность так называемого «позднего паркинсонизма» — аналога поздней дискинезии, который возникает в результате необратимого повреждения (под действием нейролептиков) нейронов чёрной субстанции.

## Клиническая картина
Клиническая картина нейролептического паркинсонизма напоминает проявления болезни Паркинсона и характеризуется такими же основными симптомами: гипокинезией (снижение спонтанной двигательной активности), мышечной ригидностью (скованность, напряжённость мышц), тремором, постуральной неустойчивостью (неспособность удерживать равновесие, трудности ходьбы, падения), симптомом зубчатого колеса (прерывистость, ступенчатость движений). Тяжесть нейролептического паркинсонизма варьирует от едва заметной бедности мимики, изменений позы и походки до полной обездвиженности.
Гипокинезия преобладает в дистальных отделах конечностей, доминирует над ригидностью, характеризуется умеренной или высокой степенью выраженности. Проявлениями гипокинезии могут быть гипомимия, общая замедленность движений, выпадение содружественных движений, нарушение тонких движений кистей, истощение быстрых альтернирующих движений конечностями, микрография. Гипокинезия обычно сопровождается мышечной ригидностью, выраженность которой часто бывает умеренной. Ригидность проявляется повышением мышечного тонуса в мышцах конечностей и в аксиальной мускулатуре.
Типичный тремор покоя (типа «скатывания пилюль»), характерный для болезни Паркинсона, при нейролептическом паркинсонизме отмечается редко — гораздо чаще встречается грубый генерализованный тремор, возникающий как в покое, так и при движении, вовлекающий конечности, нижнюю челюсть, губы, язык. Иногда встречается тремор, охватывающий только околоротовую часть лица и напоминающий жующие движения у кролика («синдром кролика»). Он представляет собой своеобразную «локальную» форму нейролептического паркинсонизма. При нейролептическом паркинсонизме тремор считается наиболее редким симптомом и носит непостоянный характер.
Нарушения постуральной устойчивости имеют место часто, но, как правило, выражены слабо и не являются преобладающими в структуре нейролептического паркинсонизма, редко встречаются нарушения походки и падения. Сгорбленная поза и семенящая, шаркающая походка, затруднения в начале действия, застывания нехарактерны для таких пациентов. Характерны маскообразное лицо и слюнотечение, монотонность речи с отсутствием нюансов и модуляции и её смазанность, согнутые в локтевых суставах и приведённые к туловищу руки, сальность лица, потливость, себорея. При длительной терапии нейролептиками, вызывающими паркинсонизм, больные с разнообразными психопатологическими расстройствами приобретают благодаря развитию симптомов паркинсонизма общее сходство, отличаясь характерным общим видом — согласно несколько утрирующему сравнению Делея и Деникера, «музей восковых фигур».
Для клинических симптомов нейролептического паркинсонизма характерна, в отличие от болезни Паркинсона, симметричность проявлений. Гипокинезия может быть наиболее ранним (а иногда и единственным) проявлением нейролептического паркинсонизма. Отличительной особенностью нейролептического паркинсонизма является также его частое сочетание с разнообразными дискинезиями и дистониями, эндокринными нарушениями (повышением пролактина). Характерно непрогрессирующее течение. В тяжёлых случаях развивается мутизм и дисфагия; может развиться акинезия, неотличимая от кататонии.
Синдром паркинсонизма, как правило, отражается и на психической сфере: характерны явления т. н. психического паркинсонизма, или «зомби-синдрома», включающего в себя эмоциональный (эмоциональная индифферентность, ангедония, отсутствие удовольствия от деятельности), когнитивный (заторможенность мышления, трудности концентрации внимания, чувство «пустоты в голове») и социальный (потеря инициативы, снижение энергии, потеря социальных связей) паркинсонизм. Движения пациента резко замедлены, он едва реагирует на окружающее, безучастен. У пациентов с паркинсонизмом отмечается угрюмо-депрессивный аффект (см. нейролептическая депрессия). В ряде случаев вторичную негативную симптоматику (абулия, ангедония, уплощение аффекта, эмоциональная отгороженность, бедность речи), развивающуюся как побочный эффект терапии нейролептиками, трудно отграничить от имеющей такие же проявления первичной негативной симптоматики, которая присуща расстройствам шизофренического спектра. К тому же психические проявления лекарственного паркинсонизма не всегда сопровождаются заметными неврологическими нарушениями, и оттого эти проявления сложно выявить и дифференцировать.

## Диагностика
Диагноз нейролептического паркинсонизма устанавливают в соответствии с американской классификацией DSM-IV (1994 г.):
- (А) Наличие одного или нескольких симптомов, появляющихся на фоне нейролептической терапии:
  - тремор (конечностей, головы, языка);
  - мышечная ригидность с пластическим повышением мышечного тонуса и симптомом «зубчатого колеса»;
  - акинезия.
- (В) Симптомы группы А появляются в течение первых нескольких недель с момента начала нейролептической терапии или повышения дозы ранее принимаемых нейролептиков и уменьшаются после назначения антипаркинсонических корректоров.
- (С) Симптомы группы А не должны быть обусловлены психическим заболеванием (кататония, негативные симптомы шизофрении, двигательная заторможенность при большом депрессивном эпизоде и др.).
- (D) Симптомы группы А не должны быть обусловлены приёмом другого препарата, а также неврологическим или соматическим заболеванием (болезнь Паркинсона, болезнь Вильсона и др.).[13]

Диагноз нейролептического паркинсонизма поставить не всегда легко: клиническая картина может оцениваться ошибочно как шизофреническая апатия или депрессия.

## Лечение
При появлении симптомов нейролептического паркинсонизма необходима отмена препарата, снижение дозы либо замена его более мягким антипсихотиком, реже вызывающим экстрапирамидные расстройства. Параллельно, по мнению ряда авторов, рекомендуется назначить холинолитики минимум на 2—3 месяца. В течение этого срока у значительной части пациентов развивается устойчивость к экстрапирамидному действию антипсихотика, поэтому можно попытаться постепенно отменить холинолитик. Если на фоне отмены холинолитика симптомы паркинсонизма вновь возникают, следует продолжить его приём в течение длительного времени. В некоторых источниках упоминается о желательности назначения витамина B6.
Наиболее широкое применение в клинической практике при лечении нейролептического паркинсонизма получили холинолитики тригексифенидил (паркопан, циклодол) и бипериден (акинетон), а на Западе — также бензтропин. Тем не менее на протяжении 1980-х — начала 1990-х годов многие исследования были посвящены поиску альтернативных способов коррекции лекарственного паркинсонизма. В данном аспекте изучались противовирусное средство амантадин, антиоксидант альфа-токоферол, ноотропные средства. Ряд исследований сообщает об эквивалентной эффективности биперидена и амантадина, другие указывают на бо́льшую эффективность амантадина в коррекции нейролептических экстрапирамидных расстройств. Сообщается о ряде преимуществ амантадина перед холинолитиками: в стандартных дозах они могут ухудшать когнитивные функции пациентов, уменьшать антипсихотический эффект нейролептиков, приводить к злоупотреблению ими по причине анксиолитических свойств и способности вызывать эйфорию; также они могут продуцировать изменения в реполяризации сердца; по данным некоторых исследователей, провоцируют развитие поздней дискинезии. С другой стороны, некоторыми авторами высказывается утверждение, что амантадин при лекарственном паркинсонизме оказывает менее постоянное действие, чем холинолитические средства.
Леводопа при паркинсонизме, вызванном лекарствами, обычно не используется, так как она может вызывать галлюцинации, бредоподобные расстройства и дискинезию. Не используются также агонисты дофаминовых рецепторов. В то же время леводопа и агонисты дофаминовых рецепторов могут быть назначены на непродолжительное время, если пациент не страдает психическим заболеванием и принимал нейролептик как противорвотное средство, а его отмена не привела к быстрому регрессу симптомов.
У некоторых пациентов уменьшению симптомов способствует пиридоксин (витамин В6), назначаемый внутрь или парентерально. Иногда упоминается о положительном эффекте при нейролептическом паркинсонизме транквилизаторов (феназепама и др.).
При отмене антипсихотика или снижении его дозы проявления паркинсонизма обычно регрессируют в течение нескольких недель. Однако у части пациентов отмечается более медленное уменьшение двигательных нарушений или их стационарное течение, что, как правило, наблюдается у больных с наличием в анамнезе органической патологии и при терапии пролонгированными формами нейролептиков. В некоторых случаях, особенно у пожилых пациентов, симптомы паркинсонизма после отмены препарата могут сохраняться годами, а иногда даже прогрессировать, что заставляет предполагать возможность, например, позднего паркинсонизма — аналога поздней дискинезии, возникающего вследствие необратимого поражения (под действием нейролептиков) чёрной субстанции. Российские авторы при затяжном течении экстрапирамидной симптоматики у пациентов с резидуальной церебральной органической недостаточностью («затяжной экстрапирамидный синдром» по И. Я. Гуровичу) рекомендуют назначить высокие дозы антипаркинсонических корректоров в сочетании с ноотропами, параллельно уменьшив дозу принимаемых нейролептиков либо назначив препараты с минимальной экстрапирамидной активностью; рекомендуется также проведение экстракорпоральных методов детоксикации — плазмафереза и гемосорбции.

## Профилактика
Известно, что симптомы нейролептического паркинсонизма развиваются в тех случаях, когда заблокированы свыше 75% дофаминовых постсинаптических рецепторов; антипсихотический же эффект нейролептиков достигается уже при блокаде 50—75% рецепторов. Отсюда следует необходимость назначать минимальные эффективные дозы нейролептиков и медленно титровать дозы, чтобы уменьшить риск паркинсонизма и других экстрапирамидных побочных эффектов.
Так как к группе риска лекарственного паркинсонизма относятся в том числе пациенты с субклинической стадией болезни Паркинсона или её начальными клиническими проявлениями, то при назначении препаратов, вызывающих паркинсонизм, желателен тщательный неврологический осмотр. В частности, этот осмотр позволяет выявить наличие у пациента гипокинезии и ригидности в случаях, когда минимально выраженные гипокинезия и ригидность при отсутствии тремора покоя не замечаются пациентом в течение нескольких месяцев или даже лет. Кроме того, важно выявлять так называемые недвигательные симптомы болезни Паркинсона, которые нередко опережают начало двигательных симптомов этого заболевания на несколько лет: к недвигательным симптомам могут относиться депрессия, нарушения поведения в фазе сна с быстрыми движениями глаз, особенно в сочетании с гипосмией и/или запорами, и некоторые неспецифические проявления: тревога, утомляемость, бессонница, дневная сонливость, апатия, вегетативная дисфункция.
При появлении тревожно-депрессивного синдрома у пожилых пациентов необходимо избегать применения нейролептиков, поскольку возникновение эмоциональных расстройств у пациентов этой возрастной группы представляет собой фактор риска развития нейролептического паркинсонизма или свидетельствует о начале развития болезни Паркинсона. Если применения антидепрессантов и препаратов с седативным действием оказывается недостаточно, то следует рассматривать целесообразность назначения таким пациентам атипичных нейролептиков кветиапина или клозапина.